# Козачонок Дмитро Валерійович
Дмитро́ Вале́рійович Козачо́нок (нар. 31 жовтня 1994 — 7 травня 2015) — солдат 30-ї окремої механізованої бригади Збройних сил України, учасник російсько-української війни.

## Життєвий шлях
Народився у Білорусі, згодом сім'я переїхала в село Курозвани, де Дмитро й закінчив 2010 року школу.
У серпні 2013 року пішов служити по контракту, старший механік—водій танкової роти, військовослужбовець 30-ї окремої механізованої бригади. Весною-літом 2014-го у складі бригади провів на блокпостах в зоні бойових дій.
В липні 2014-го у складі підрозділу прийняв бойове хрещення, побував в багатьох «гарячих» точках; воював за Савур-могилу, його танковий екіпаж збив із флагштока триколор та під шквальним вогнем прив'язав до нього український прапор.
7 травня 2015-го загинув близько опівдня в часі мінометного обстрілу російськими терористами позицій бригади на оборонних рубежах біля селища Луганське Донецької області.
10 травня Дмитра провели в останню путь, похований в селі Курозвани.
Лишилися мама та дві сестри-близнючки 1999 р.н.

## Нагороди та вшанування
- Указом Президента України № 553/2015 від 22 вересня 2015 року — орденом «За мужність» III ступеня (посмертно)[1]
- 20 вересня 2015-го у Курозванівській ЗОШ відкрито меморіальну дошку Дмитру Козачонку та освячено пам'ятник Дмитру Козачонку й Олегу Тарасюку.